# トランスメタル化
トランスメタル化（トランスメタルか、英: transmetalationまたはtransmetallation。前者の方が一般的）とは、有機金属化学で起こる素反応の一種。ある有機金属化合物に他の金属化合物を作用させて、中心金属が入れ替わった有機金属化合物を得る反応。
{\displaystyle {\ce {{R-M-X_{n}}+Y-M'-Z_{m}->{R-M'-Z_{m}}+Y-M-X_{n}}}}
（M, M' = 金属、R = 有機基、X, Z = 配位子、イオン）
金属交換反応とも呼ばれ、有機金属化合物の合成法、カップリング反応の触媒サイクルに含まれる一段階として重要な反応である。また、この反応を逆に金属の立場から見れば配位子交換反応 (ligand exchange) となっている。

## 有機金属化合物の合成
芳香族ホウ素化合物、亜鉛化合物、スズ化合物などは、それぞれ鈴木・宮浦カップリング、根岸カップリング、右田・小杉・スティルカップリングの基質として有用な化合物であるが、ベンゼン環上に直接ホウ素や亜鉛、スズ原子を導入する手法は非常に限られている。そこで、芳香族化合物をいったんグリニャール反応、ハロゲンメタル交換、オルトリチオ化などで有機リチウム、あるいはマグネシウム化合物としたのち、トランスメタル化によりホウ素や亜鉛、スズ化合物とする。
以下にいくつか例示する。
- マグネシウム−ホウ素 (Mg - B)
  1. {\displaystyle {\ce {C6H5-Br\ + Mg -> C6H5-MgBr}}}
  2. {\displaystyle {\ce {C6H5-MgBr\ + B(OCH3)3 -> C6H5-B(OCH3)2}}}
- リチウム-亜鉛 (Li - Zn)
  1. {\displaystyle {\ce {C6H5-Br\ +{\mathit {tert}}-C4H9Li->C6H5-Li}}}
  2. {\displaystyle {\ce {C6H5-Li\ + ZnCl2 -> C6H5-ZnCl}}}
- リチウム-スズ (Li - Sn)
  1. {\displaystyle {\ce {CH3OC6H5\ +{\mathit {tert}}-C4H9Li->{\mathit {o}}-CH3OC6H5-Li}}}
  2. {\displaystyle {\ce {{\mathit {o}}-CH3OC6H4-Li\ +Cl-Sn(C4H9-{\mathit {n}})3->{\mathit {o}}-CH3OC6H4-Sn(C4H9-{\mathit {n}})3}}}

通常、有機基はイオン性の高い金属から低い金属へと移りやすい。

## カップリング反応の一段階
例えばパラジウム(0)を活性種とする一般的なカップリング反応の場合、(1) まず芳香族ハロゲン化物などへパラジウム(0) が酸化的付加を行なって有機パラジウム化合物を形成し、(2) 続いて別の有機金属へと作用してトランスメタル化により有機基を受け取る。(3) 最後に還元的脱離により生成物を放出するとともにパラジウム(0) が再生し、触媒サイクルが完結する。
1. {\displaystyle {\ce {Ar-I + Pd^0 -> Ar-Pd^{+2}-I}}}
2. {\displaystyle {\ce {Ar-Pd^{+2}-I + Ar'-M-X -> Ar-Pd^{+2}-Ar' + I-M-X}}}　（トランスメタル化）
3. {\displaystyle {\ce {Ar-Pd^{+2}-Ar' -> Ar-Ar' + Pd^0}}}